# Avgust Majerič
Avgust Majerič, slovenski ekonomist in politik, * 6. december 1934, Maribor, † julij 2017.
Bil je profesor za politično ekonomijo na VEKŠ v Mariboru.
Med letoma 1992 in 2002 je bil član Državnega sveta Republike Slovenije; v drugem mandatu je bil podpredsednik sveta.
Po njegovem očetu, aktivistu OF, se imenuje strelsko društvo v Kamnici pri Mariboru.